# 堅拿道天橋

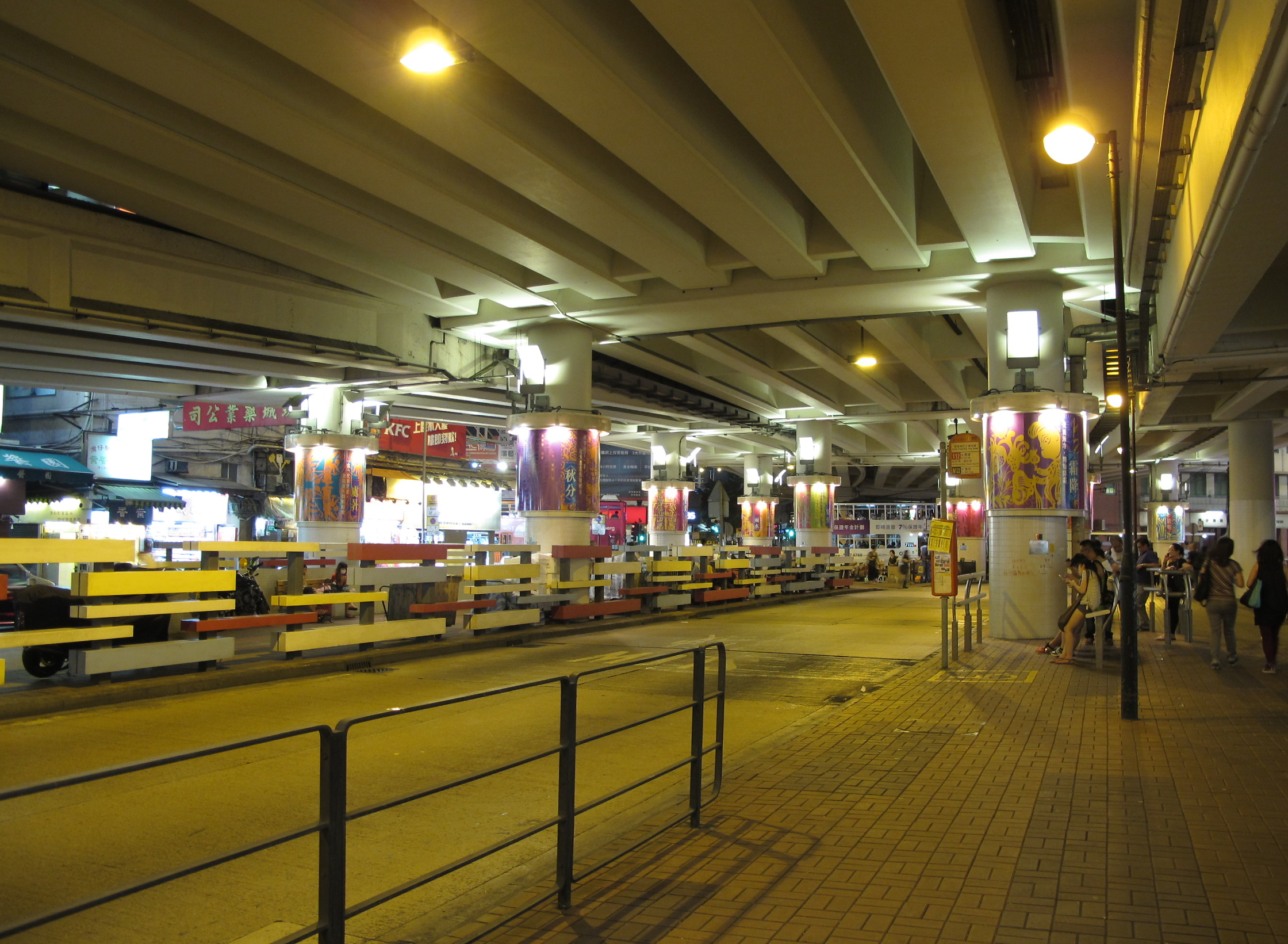
位於堅拿道與軒尼詩道交界一段的堅拿道天橋底，該處常有專人提供打小人服務。

堅拿道天橋（英語：Canal Road Flyover，俗稱鵝頸橋）是香港1號幹線的一部份，為一條連接黃泥涌峽天橋北端及紅磡海底隧道灣仔出口的行車天橋，車速限制每小時70公里。全線為雙線至三線雙程分隔道路。廣義來說，黃泥涌峽天橋多數被視為堅拿道天橋的自然延伸部份。

## 歷史
1970年代，為配合紅磡海底隧道通車，香港政府於已被覆蓋的鵝頸澗上方興建行車天橋，由摩理臣山道起跨越軒尼詩道及告士打道，連接紅隧灣仔出口。天橋於1972年3月29日落成，稍早於紅隧的通車日期。其後為配合香港仔隧道的通車，堅拿道天橋沿摩理臣山道及黃泥涌道於1976年動工延長至香港仔隧道跑馬地出口，是為黃泥涌峽天橋。由於此天橋是由跑馬地或港島南區（黃竹坑、香港仔、鴨脷洲）連接紅隧、灣仔北、中環、東隧或北角的必經之路，同時又能直達銅鑼灣最大型商場——時代廣場，每當繁忙時間或假日，此天橋的交通會非常擠塞。
最初的堅拿道天橋是兩條平行但分開的橋面，兩邊均為單線車道；後來為應付日漸繁忙的交通，堅拿道天橋被擴建，連接中間分開的地方以增加共兩條行車線，成為現有模樣。雖然擴建後擠塞情況曾有改善，但是情況其後再度惡化，北行方向前往紅隧、東隧或港島銅鑼灣、北角之車輛會倒塞至香港仔隧道，並導致該隧道要在繁忙時間實施間遏性封閉，而南行方向前往南區或時代廣場的車輛會在橋面交匯及互相切線，令天橋慢流切線情況嚴重。2010年元旦起，橋上架設電腦警告牌提醒駕駛者改經軒尼詩道和高士威道轉興發街或民康街往東九龍，以減輕擠塞。
現時這條行車天橋常被稱為鵝頸橋（實際上鵝頸橋是指位於堅拿道天橋橋底橫跨鵝頸澗的一段軒尼詩道），行車天橋橋底經常有人打小人，尤其是在驚蟄的時候就更常見，成為香港文化的一個特色。

## 途經著名地點
- 時代廣場
- 堅拿道巴士專線
- 寶靈頓道街市
- 伊利莎伯大廈